# The Anarchist
The Anarchist är en låt av det kanadensiska progressiv rock-bandet Rush. Den blev släppt som den fjärde låten på albumet Clockwork Angels 8 juni 2012. Den släpptes också som en singel den 20 februari 2013.
"The Anarchist" och "Headlong Flight" var de enda låtarna från Clockwork Angels som spelades live på bandets sista konsert den 1 augusti 2015. Låten spelades 107 gånger totalt.